# Argentagrion
Argentagrion is een geslacht van libellen (Odonata) uit de familie van de waterjuffers (Coenagrionidae).

## Soorten
Argentagrion omvat 2 soorten:
- Argentagrion ambiguum (Ris, 1904)
- Argentagrion silviae Bulla, 1971